# Pierantonio (nome)
Pierantonio  è un nome proprio di persona italiano maschile.

## Varianti
- Maschili: Pier Antonio[1]
- Femminili: Pierantonia[2]

## Origine e diffusione
È un nome composto, formato dall'unione di Piero (ipocoristico di Pietro) e Antonio.

## Onomastico
Il nome è adespota, cioè non è portato da alcun santo. L'onomastico si può festeggiare o il 1º novembre, festa di Ognissanti, o gli stessi giorni di Pietro e Antonio.

## Persone

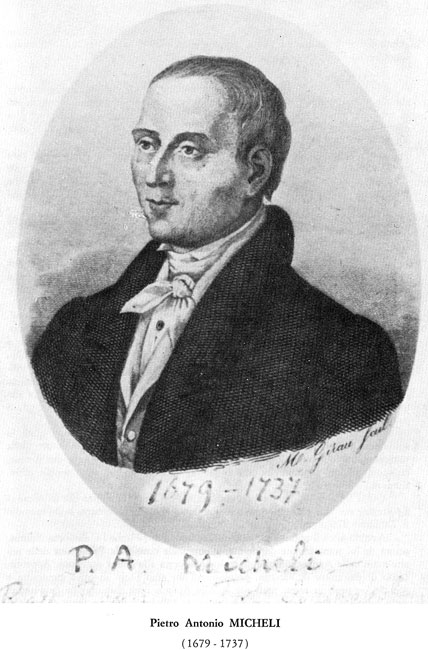
Pier Antonio Micheli

- Pierantonio Bondioli, medico e scienziato italiano
- Pierantonio Costa, diplomatico italiano
- Pierantonio Sandri, italiano vittima di Cosa Nostra
- Pierantonio Volpini, scultore italiano

### Variante Pier Antonio
- Pier Antonio Bellina, presbitero, scrittore, giornalista e traduttore italiano
- Pier Antonio Bernabei, pittore italiano
- Pier Antonio degli Abbati, intarsiatore italiano
- Pier Antonio Gariazzo, pittore, incisore, scrittore e cineasta italiano
- Pier Antonio Micheli, botanico e micologo italiano
- Pier Antonio Quarantotti Gambini, scrittore, giornalista e bibliotecario italiano
- Pier Antonio Torroni, calciatore italiano